# BMW serii 1
BMW serii 1 – samochód osobowy klasy kompaktowej produkowany pod niemiecką marką BMW od 2004 roku. Od 2024 roku produkowana jest czwarta generacja modelu.

## Pierwsza generacja

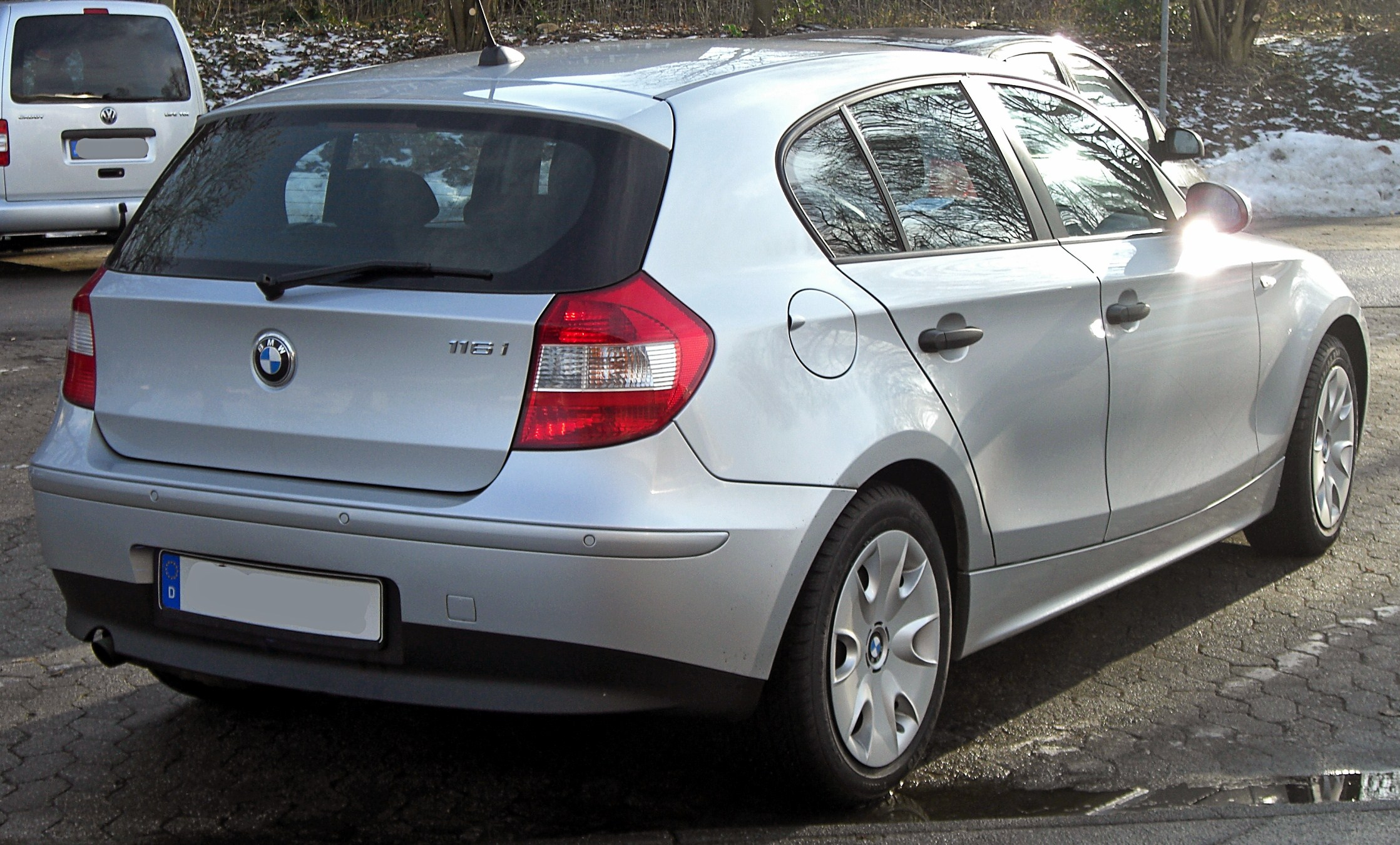
BMW serii 1 I (E87) – tył przed liftingiem

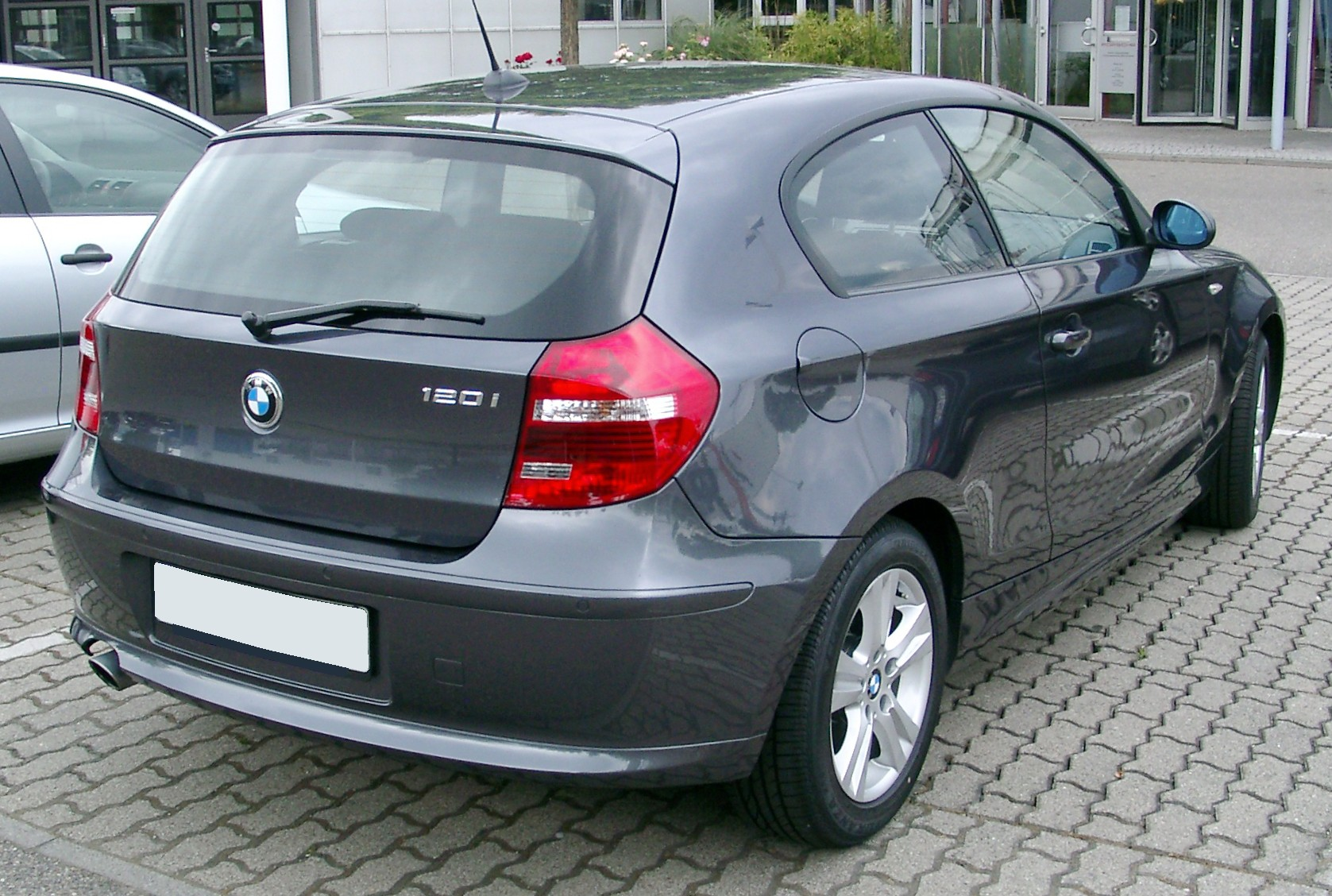
BMW serii 1 I 3D (E81) – tył po liftingu

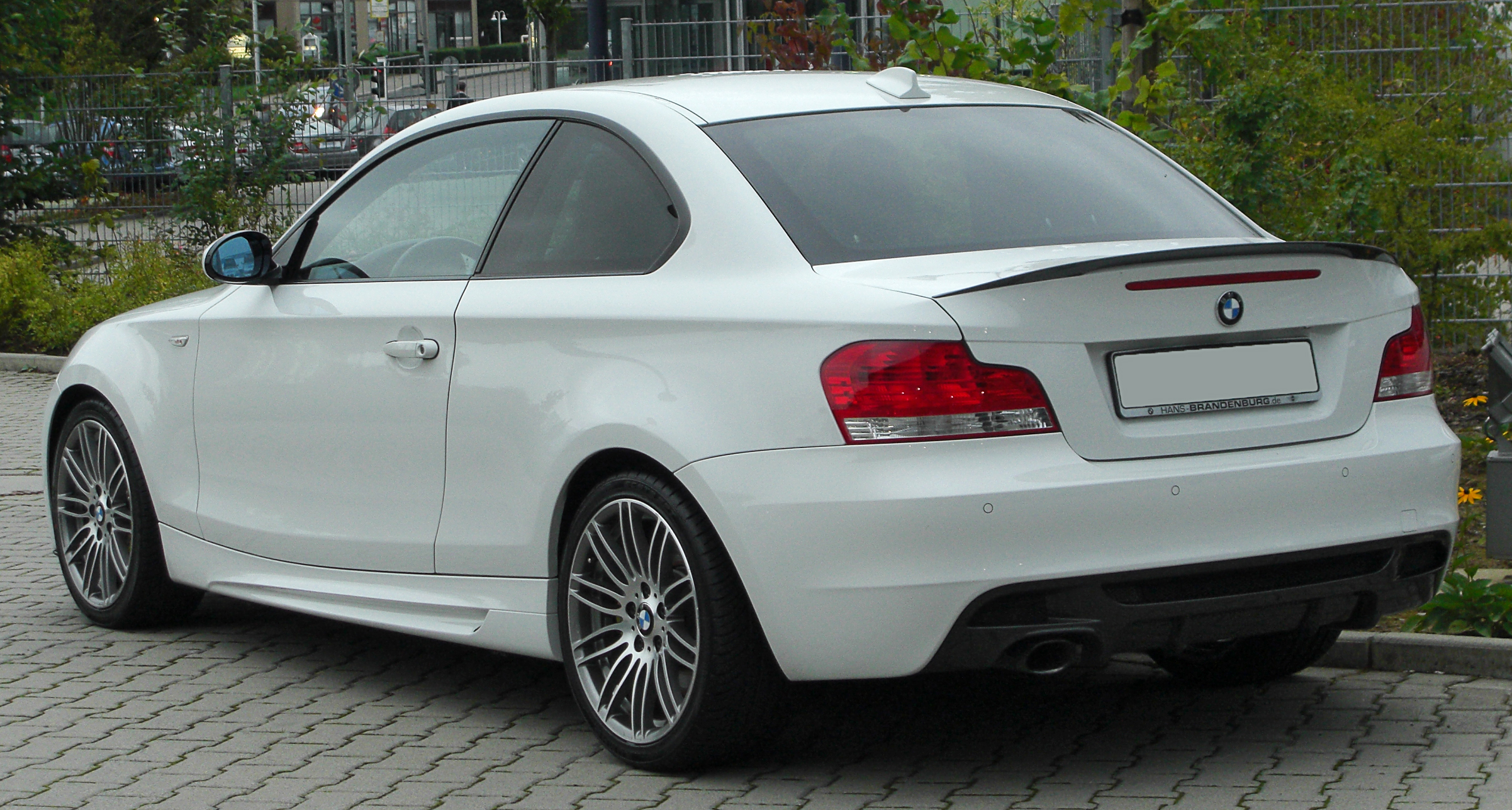
BMW serii 1 Coupe (E82)

BMW serii 1 I  oznaczony kodami E81 oraz E87 zadebiutował w 2004 roku jako pierwszy zbudowany od podstaw kompaktowy model marki.
Pierwsza na rynek trafiła odmiana 5-drzwiowa. Samochód ten przejął około 60% rozwiązań technicznych od swojego starszego brata, BMW serii 3 E90.
W 2007 roku przedstawiono model po modernizacji. W jej ramach odświeżono wygląd przednich i tylnych zderzaków, a także odświeżono wkładu przednich reflektorów oraz tylnych lamp. Niemiecka marka rozbudowała też ofertę o niżej opisane coupe i cabrio, a także wariant trzydrzwiowy. Od bazowego modelu odróżniał się on przede wszystkim niżej poprowadzoną linią okien i bezramkowymi drzwiami.
Paletę silnikową serii 1 stanowiły wersje 116i (115 KM, 122 KM), 118i (143 KM), 120i (150 KM, 170 KM), 130i (265 KM), 116d (115KM), 118d (122KM(M47), 143KM), 120d (163KM(M47), 177 KM),123d (204 KM), 135i (306 KM) oraz topowa wersja M (340 KM).

### Coupe/Cabriolet
W 2007 roku gamę rozszerzyły wersje coupe oraz kabriolet, których premiera zbiegła się z debiutem modelu po modernizacji. Od bazowego, pięciodrzwiowego hatchbacka odróżniają się one trójbryłową sylwetką, dłuższym nadwoziem, niżej poprowadzoną linią dachu i bezramkowymi drzwiami kierowcy oraz pasażera.

### Wersja elektryczna (BMW ActiveE)
W 2011 do limitowanej produkcji (ponad 1000 sztuk) weszła wersja elektryczna E82 – BMW ActiveE. Auto było testowane w Europie, USA i w Chinach w celu lepszego przygotowania do masowej produkcji samochodów elektrycznych Megacity, która rozpoczęła się w 2013. BMW ActiveE charakteryzuje się zasięgiem ponad 160 km, przyspieszeniem od 0 do 100 km/h w 9 s oraz prędkością maksymalną 145 km/h.

### Dane techniczne
| Wersja                | Silnik:                            | Układ zasilania:   | Średnica × skok tłoka: | St. sprężania:     | Moc maksymalna:                    | Maks. moment obrotowy          | 0–100 km/h:        | V-max:             | Śr. zużycie paliwa |
| Silniki benzynowe:    | Silniki benzynowe:                 | Silniki benzynowe: | Silniki benzynowe:     | Silniki benzynowe: | Silniki benzynowe:                 | Silniki benzynowe:             | Silniki benzynowe: | Silniki benzynowe: | Silniki benzynowe: |
| --------------------- | ---------------------------------- | ------------------ | ---------------------- | ------------------ | ---------------------------------- | ------------------------------ | ------------------ | ------------------ | ------------------ |
| 116i                  | R4 1,6 l (1596 cm³), DOHC          | wtrysk EFi         | 84,00 mm × 72,00 mm    | 10,2:1             | 115 KM (85 kW) przy 6000 obr./min  | 150 Nm przy 4300 obr./min      | 10,8 s             | 201 km/h           | 7,5 l / 100 km     |
| 116i                  | R4 1,6 l (1597 cm³), DOHC          | wtrysk bezpośredni | 82,00 mm × 75,60 mm    | 12,0:1             | 122 KM (90 kW) przy 6000 obr./min  | 160 Nm przy 4250 obr./min      | 10,2 s             | 204 km/h           | 5,8 l / 100 km     |
| 116i                  | R4 2,0 l (1995 cm³), DOHC          | wtrysk bezpośredni | 84,00 mm × 90,00 mm    | 12,0:1             | 122 KM (90 kW) przy 6000 obr./min  | 185 Nm przy 3000 obr./min      | 10,1 s             | 201 km/h           | 6,6 l / 100 km     |
| 118i                  | R4 2,0 l (1995 cm³), DOHC          | wtrysk EFi         | 84,00 mm × 90,00 mm    | 10,5:1             | 129 KM (95 kW) przy 5750 obr./min  | 180 Nm przy 3250 obr./min      | 9,4 s              | 208 km/h           | 7,3 l / 100 km     |
| 118i                  | R4 2,0 l (1995 cm³), DOHC          | wtrysk bezpośredni | 84,00 mm × 90,00 mm    | 12,0:1             | 143 KM (105 kW) przy 6000 obr./min | 190 Nm przy 4500 obr./min      | 8,7 s              | 210 km/h           | 5,9 l / 100 km     |
| 120i                  | R4 2,0 l (1995 cm³), DOHC          | wtrysk EFi         | 84,00 mm × 90,00 mm    | 10,5:1             | 150 KM (110 kW) przy 6200 obr./min | 200 Nm przy 3600 obr./min      | 8,9 s              | 217 km/h           | 7,4 l / 100 km     |
| 120i                  | R4 2,0 l (1995 cm³), DOHC          | wtrysk bezpośredni | 84,00 mm × 90,00 mm    | 12,0:1             | 170 KM (125 kW) przy 6700 obr./min | 210 Nm przy 4250 obr./min      | 7,8 s              | 224 km/h           | 6,4 l / 100 km     |
| 125i                  | R6 3,0 l (2996 cm³), DOHC          | wtrysk bezpośredni | 85,00 mm × 88,00 mm    | 12,0:1             | 218 KM (160 kW) przy 6100 obr./min | 270 Nm przy 2500-4250 obr./min | 6,4-6,8 s          | 245 km/h           | 7,9-8,1 l / 100 km |
| 130i                  | R6 3,0 l (2996 cm³), DOHC          | wtrysk EFi         | 85,00 mm × 88,00 mm    | 10,7:1             | 265 KM (195 kW) przy 6600 obr./min | 315 Nm przy 2500-4000 obr./min | 6,1 s              | 250 km/h           | 9,2 l / 100 km     |
| 135i                  | R6 3,0 l (2979 cm³), DOHC, biturbo | wtrysk bezpośredni | 84,00 mm × 89,60 mm    | 10,2:1             | 306 KM (225 kW) przy 5800 obr./min | 400 Nm przy 1200-1500 obr./min | 5,2-5,5 s          | 250 km/h           | 8,5-8,6 l / 100 km |
| 1M                    | R6 3,0 l (2979 cm³), DOHC, biturbo | wtrysk bezpośredni | 84,00 mm × 89,60 mm    | 10,2:1             | 340 KM (250 kW) przy 5900 obr./min | 500 Nm przy 1500-4500 obr./min | 4,9 s              | 250 km/h           | 9,6 l / 100 km     |
| Silniki wysokoprężne: |                                    |                    |                        |                    |                                    |                                |                    |                    |                    |
| 116d                  | R4 2,0 l (1995 cm³), DOHC, turbo   | wtrysk common rail | 84,00 mm × 90,00 mm    | 16,0:1             | 115 KM (85 kW) przy 4000 obr./min  | 260 Nm przy 1750-2500 obr./min | 10,3 s             | 200 km/h           | 4,4 l / 100 km     |
| 118d                  | R4 2,0 l (1995 cm³), DOHC, turbo   | wtrysk             | 84,00 mm × 90,00 mm    | 17,2:1             | 122 KM (90 kW) przy 4000 obr./min  | 280 Nm przy 2000 obr./min      | 10,0 s             | 201 km/h           | 5,6 l / 100 km     |
| 118d                  | R4 2,0 l (1995 cm³), DOHC, turbo   | wtrysk common rail | 84,00 mm × 90,00 mm    | 16,0:1             | 143 KM (105 kW) przy 4000 obr./min | 300 Nm przy 2000 obr./min      | 9,0 s              | 210 km/h           | 4,7 l / 100 km     |
| 120d                  | R4 2,0 l (1995 cm³), DOHC, turbo   | wtrysk             | 84,00 mm × 90,00 mm    | 17,0:1             | 163 KM (120 kW) przy 4000 obr./min | 340 Nm przy 2000 obr./min      | 7,9 s              | 220 km/h           | 5,7 l / 100 km     |
| 120d                  | R4 2,0 l (1995 cm³), DOHC, turbo   | wtrysk common rail | 84,00 mm × 90,00 mm    | 16,0:1             | 177 KM (130 kW) przy 4000 obr./min | 350 Nm przy 2000 obr./min      | 7,6 s              | 228 km/h           | 4,9 l / 100 km     |
| 123d                  | R4 2,0 l (1995 cm³), DOHC, biturbo | wtrysk common rail | 84,00 mm × 90,00 mm    | 16,0:1             | 204 KM (150 kW) przy 4400 obr./min | 400 Nm przy 2000-2250 obr./min | 6,9 s              | 238 km/h           | 5,2 l / 100 km     |

- Podwozie
  - Zawieszenie przednie: wahacz poprzeczny, kolumna resorująca, stabilizator poprzeczny
  - Zawieszenie tylne: oś wielowahaczowa, sprężyna śrubowa, stabilizator poprzeczny
  - Hamulce przód/tył: tarczowe wentylowane/tarczowe
  - ABS i ASR
- Wymiary i ciężary
  - Rozstaw kół przód/tył: 1484/1497 mm
  - DMC: 1745–1875 kg
  - Pojemność bagażnika: 330/1150 dm³

## Druga generacja

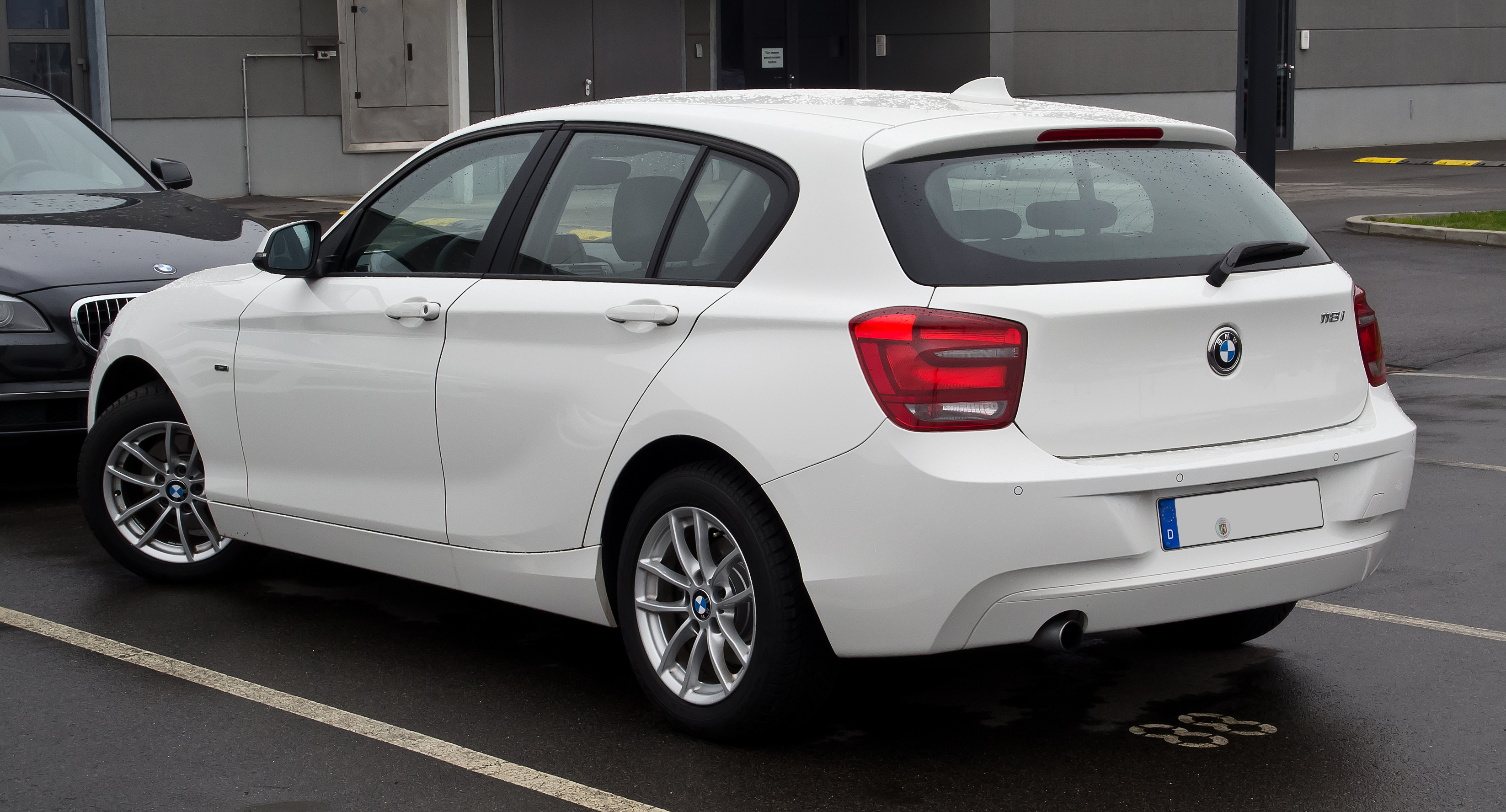
BMW serii 1 II (F20) – tył przed liftingiem

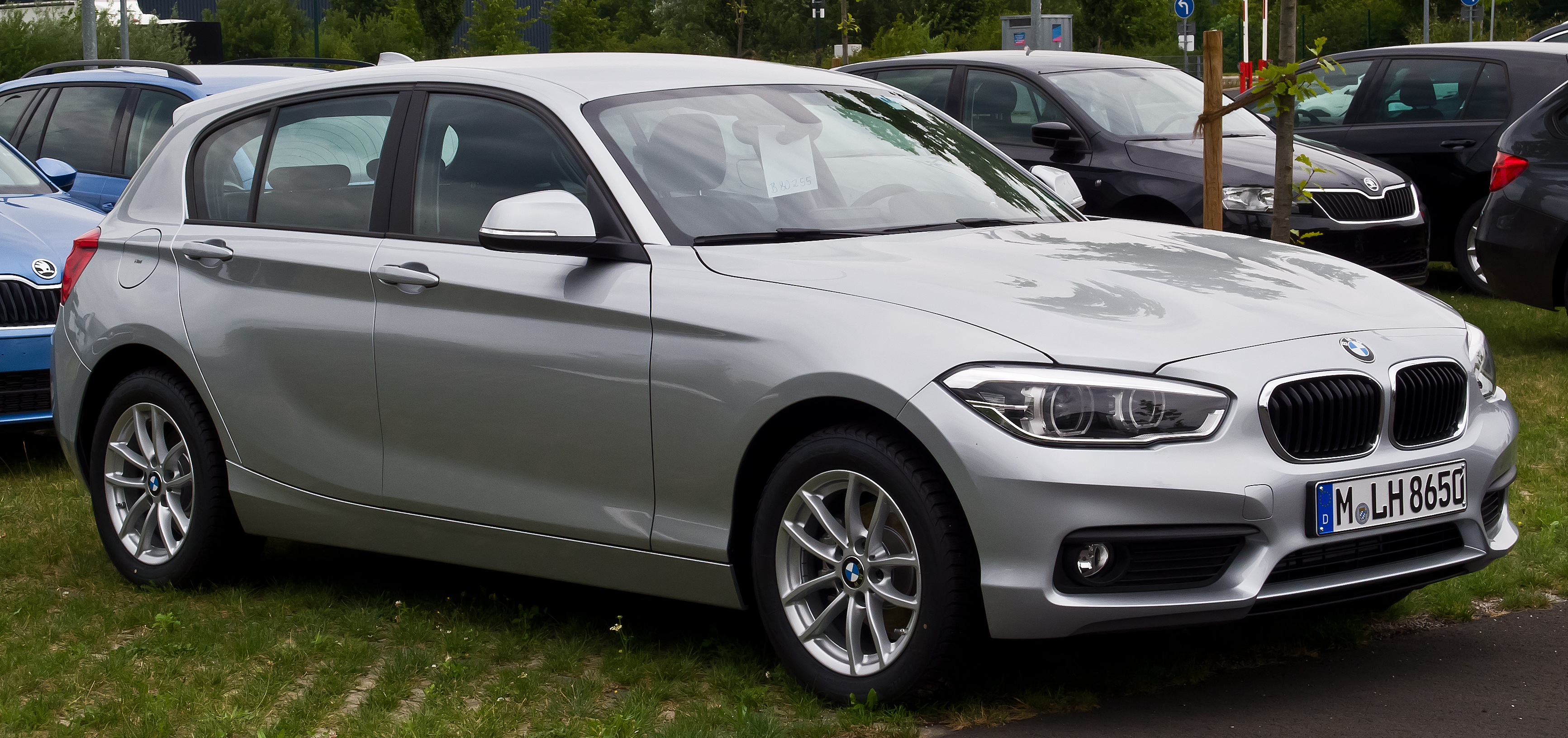
BMW serii 1 II (F20) po liftingu

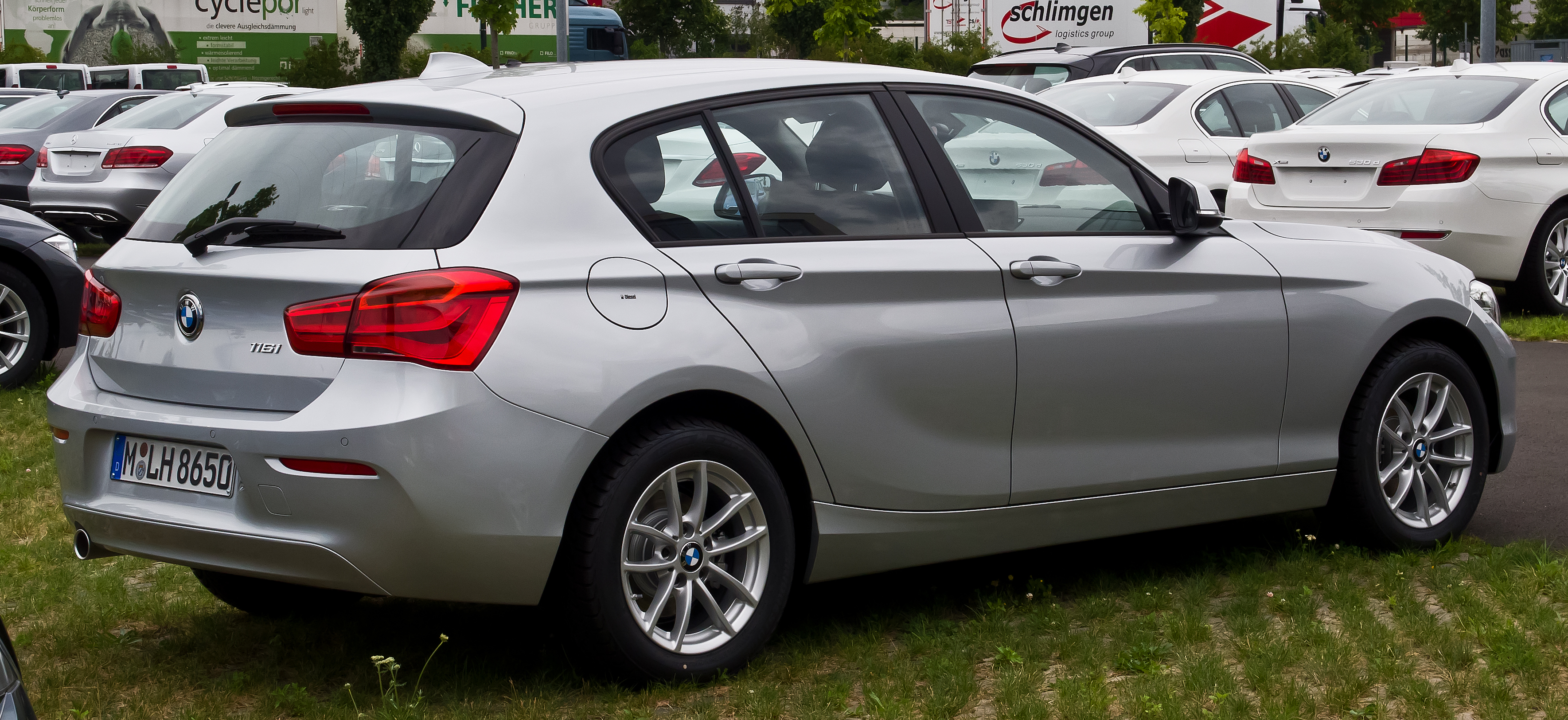
BMW serii 1 II (F20) po liftingu – tył

BMW serii 1 II oznaczone kodem fabrycznym F20 zadebiutowało w 2011 roku.
Przedstawione 7 lat po debiucie prekursora auto kontynuowało swoją stylistyką styl zapoczątkowany przez BMW 5 GT. Nowa Seria 1 jest większa od poprzednika – samochód ma 432 cm długości i 177 cm szerokości. Poprzednik miał długość o 8 cm mniejszą, a szerokość o 2. Dzięki powiększeniu tych wymiarów w samochodzie uzyskano więcej przestrzeni dla pasażerów siedzących z tyłu oraz więcej miejsca na bagaż. Wnętrze pojazdu przypomina nieco model E87 oraz inne modele BMW.
W początkowym okresie produkcji samochód był oferowany z  pięcioma silnikami – dwoma benzynowymi (116i, 118i) i trzema dieslami (116d, 118d, 120d). Każde F20 jest wyposażone w 6-biegową skrzynię manualną. Za dopłatą można zamówić model z 8-biegową przekładnią automatyczną (standardowa 125i oraz 125d).
Auto jest dostępne w liniach stylistycznych:
- BMW Sport Line
- BMW Urban Line

W październiku 2013 roku BMW zaprezentowało oficjalnie nową serię 2, która zastąpi w ofercie niemieckiej marki BMW 1 z nadwoziem coupe.
Wiosną 2015 roku odbył się debiut BMW serii 1 po faceliftingu. Zmieniono nieco stylizację nadwozia (np. powiększono tzw. "nerki", czyli ozdobne chwyty powietrza na osłonie chłodnicy) oraz wnętrza (wygląd konsoli środkowej). Ponadto zwiększył się poziom standardowego wyposażenia oraz pojawiły się nowe i zmodernizowane jednostki napędowe.

### Dane techniczne
| Wersja                        | Silnik:                          | Układ zasilania:   | Średnica × skok tłoka: | St. sprężania:     | Moc maksymalna:                               | Maks. moment obrotowy                                                        | 0–100 km/h:          | V-max:                   | Śr. zuż. paliwa / 100 km |
| Silniki benzynowe:            | Silniki benzynowe:               | Silniki benzynowe: | Silniki benzynowe:     | Silniki benzynowe: | Silniki benzynowe:                            | Silniki benzynowe:                                                           | Silniki benzynowe:   | Silniki benzynowe:       | Silniki benzynowe:       |
| ----------------------------- | -------------------------------- | ------------------ | ---------------------- | ------------------ | --------------------------------------------- | ---------------------------------------------------------------------------- | -------------------- | ------------------------ | ------------------------ |
| 114i                          | R4 1,6 l (1598 cm³), DOHC, turbo | wtrysk bezpośredni | 77,00 mm × 85,80 mm    | 10,5:1             | 102 KM (75 kW) przy 4000 obr./min             | 180 N•m przy 1100 obr./min (z overboost)                                     | 11,2 s               | 195 km/h                 | 5,5 l                    |
| 116i                          | R4 1,6 l (1598 cm³), DOHC, turbo | wtrysk bezpośredni | 77,00 mm × 85,80 mm    | 10,5:1             | 136 KM (100 kW) przy 4400 obr./min            | 220 N•m przy 1350-4300 obr./min (240 Nm przy 1500-3500 obr./min z overboost) | 8,5 s 8,7 s (aut.)   | 210 km/h                 | 5,5 l 5,6 l (aut.)       |
| 118i                          | R4 1,6 l (1598 cm³), DOHC, turbo | wtrysk bezpośredni | 77,00 mm × 85,80 mm    | 10,5:1             | 170 KM (125 kW) przy 4800 obr./min            | 250 N•m przy 1500-4500 obr./min                                              | 7,4 s 7,5 s (aut.)   | 225 km/h 222 km/h (aut.) | 5,8 l 5,6 l (aut.)       |
| 125i                          | R4 2,0 l (1997 cm³), DOHC, turbo | wtrysk bezpośredni | 84,00 mm × 90,10 mm    | 10,0:1             | 218 KM (160 kW) przy 5000 obr./min            | 310 N•m przy 1350-4800 obr./min                                              | 6,4 s 6,5 s (aut.)   | 245 km/h                 | 6,6 l 6,4 l (aut.)       |
| M135i                         | R6 3,0 l (2979 cm³), DOHC, turbo | wtrysk bezpośredni | 84,00 mm × 89,60 mm    | 10,2:1             | 320 KM (235 kW) przy 5800 obr./min            | 450 N•m przy 1300-4500 obr./min                                              | 5,1 s 4,9 s (aut.)   | 250 km/h                 | 8,0 l 7,5 l (aut.)       |
| Silniki wysokoprężne:         |                                  |                    |                        |                    |                                               |                                                                              |                      |                          |                          |
| 114d                          | R4 1,6 l (1598 cm³), DOHC, turbo | common rail        | 78,00 mm × 83,60 mm    | 16,5:1             | 95 KM (70 kW) przy 4000 obr./min              | 235 N•m przy 1500-2750 obr./min                                              | 12,2 s               | 185 km/h                 | 4,1 l                    |
| 116d EfficientDynamics Editon | R4 1,6 l (1598 cm³), DOHC, turbo | common rail        | 78,00 mm × 83,60 mm    | 16,5:1             | 116 KM (85 kW) przy 4000 obr./min             | 260 N•m przy 1750-2500 obr./min                                              | 10,5 s               | 195 km/h                 | 3,8 l                    |
| 116d                          | R4 2,0 l (1995 cm³), DOHC, turbo | common rail        | 84,00 mm × 90,00 mm    | 16,5:1             | 116 KM (85 kW) przy 4000 obr./min             | 260 N•m przy 1750-2500 obr./min                                              | 10,3 s 10,7 s (aut.) | 200 km/h                 | 4,3 l 4,4 l (aut.)       |
| 118d                          | R4 2,0 l (1995 cm³), DOHC, turbo | common rail        | 84,00 mm × 90,00 mm    | 16,5:1             | 143 KM (105 kW) przy 4000 obr./min            | 320 N•m przy 1750-2500 obr./min                                              | 8,9 s                | 212 km/h                 | 4,4 l                    |
| 120d                          | R4 2,0 l (1995 cm³), DOHC, turbo | common rail        | 84,00 mm × 90,00 mm    | 16,5:1             | 184 KM (135 kW) oraz 190KM przy 4000 obr./min | 380 N•m przy 1750-2750 obr./min                                              | 7,2 s 7,3 s (aut.)   | 228 km/h                 | 4,5 l 4,4 l (aut.)       |
| 125d                          | R4 2,0 l (1995 cm³), DOHC, turbo | common rail        | 84,00 mm × 90,00 mm    | 16,5:1             | 218 KM (160 kW) przy 4400 obr./min            | 450 N•m przy 1500-2500 obr./min                                              | 6,5 s                | 240 km/h                 | 4,9 l 4,8 l (aut.)       |

## Trzecia generacja

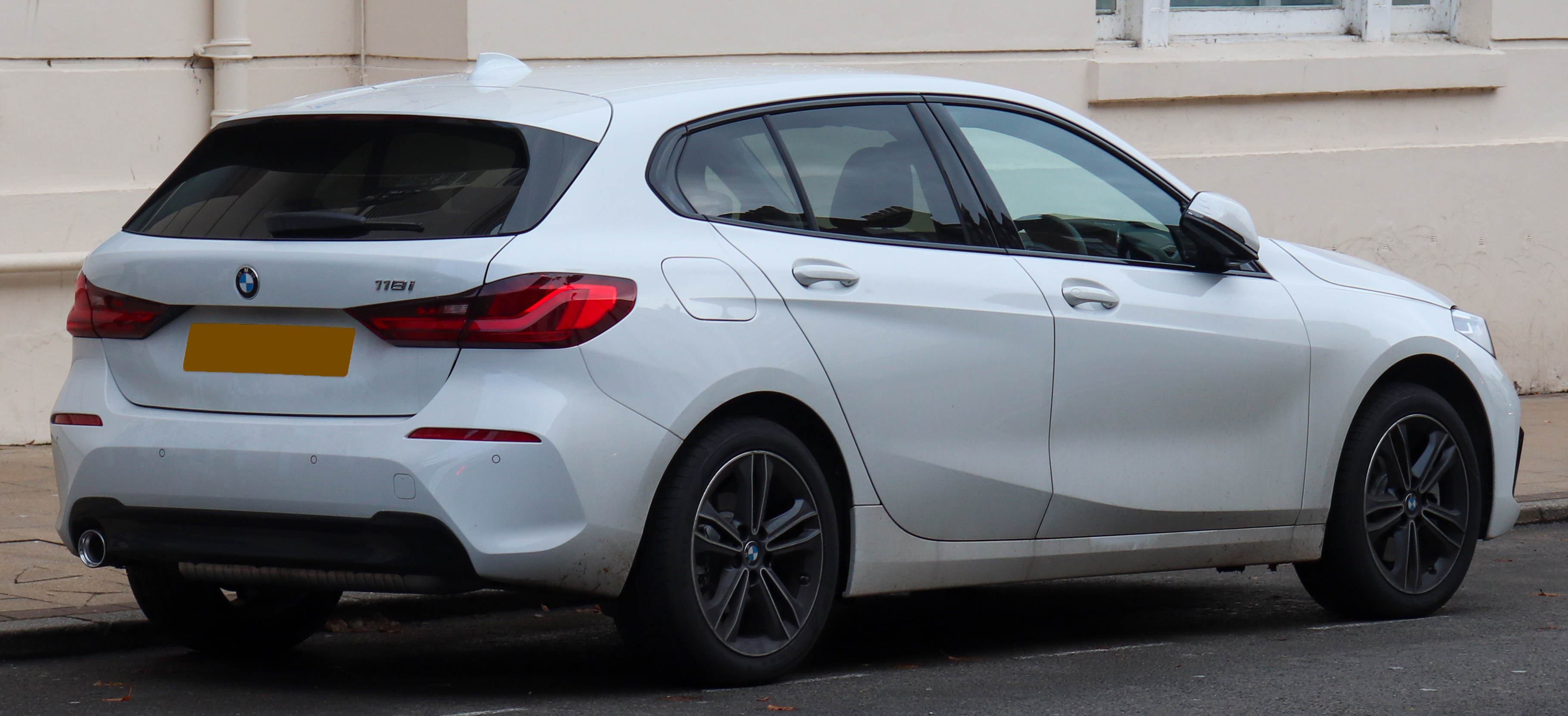
BMW serii 1 III (F40) – tył

BMW serii 1 III zostało zaprezentowane po raz pierwszy w maju 2019 roku. Samochód zyskał kod fabryczny F40.
Nowe wcielenie najmniejszego samochodu BMW zostało zaprezentowane oficjalnie pod koniec maja 2019 roku. To przełomowy model – po raz pierwszy oferowane było tylko jako 5-drzwiowy hatchback, a także pierwszy raz było dostępne tylko z przednim napędem. To ostatni kompaktowy, przednionapędowy model producenta oparty na nowej platformie, na której po raz pierwszy zbudowano przedstawione w 2014 roku BMW serii 2 Active Tourer.
Trzecie wcielenie Serii 1 ma zupełnie inne proporcje nadwozia – w przeciwieństwie do poprzedników ma krótszą maskę. Samochód jest też wyższy i szerszy, a jednocześnie ma mniejszy rozstaw osi i mniejszą długość nadwozia. Charakterystycznym elementem są podłużne, tylne lampy.
Samochód oferowany jest w dwóch wersjach stylistycznych, z trzema silnikami i trzema przekładniami zmiany biegów. Światowa premiera BMW serii 1 III odbyła się na Frankfurt Auto Show 2019, a pierwsze sztuki trafiły do klientów pod koniec września 2019 roku.

## Czwarta generacja

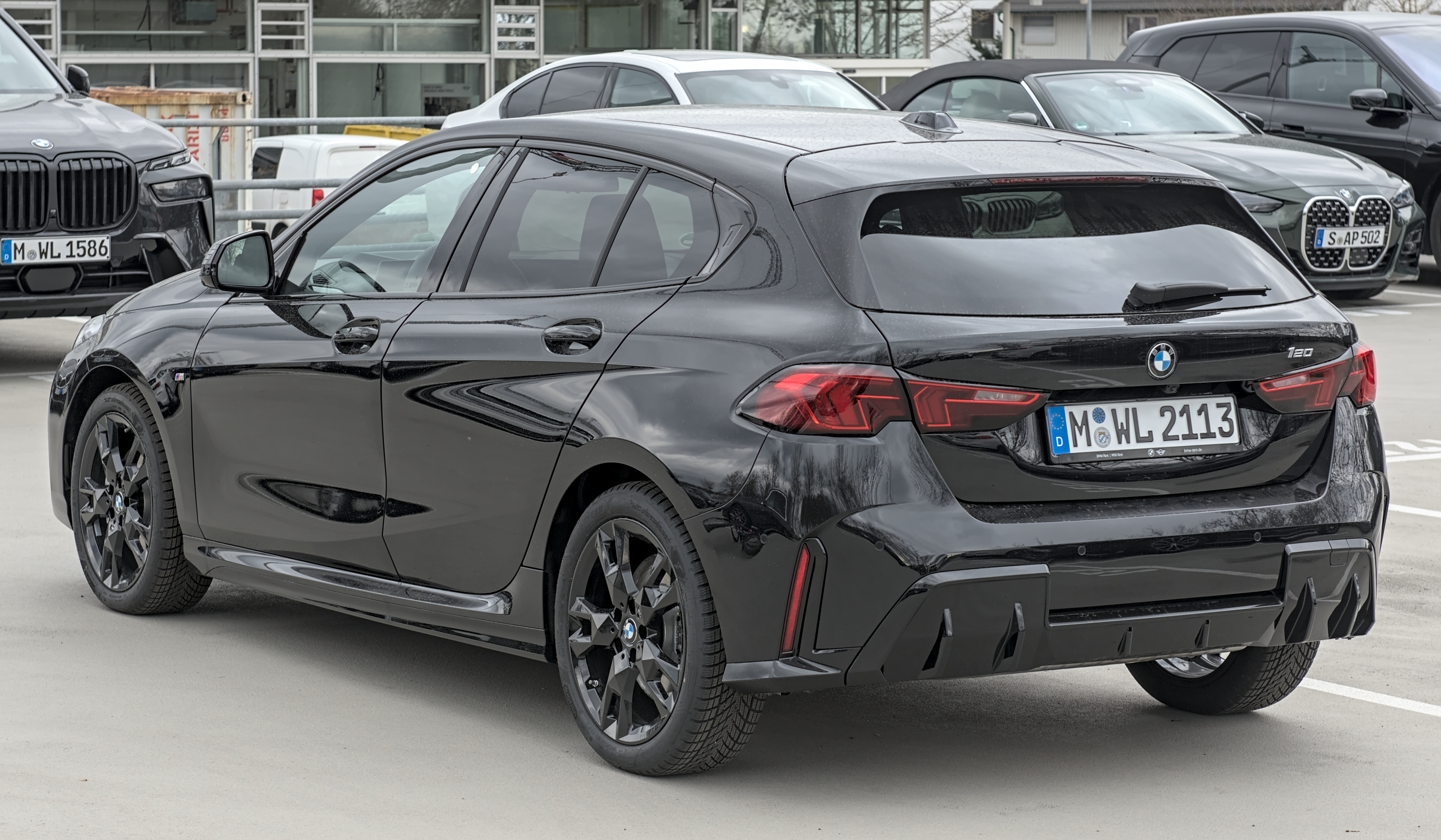
BMW serii 1 IV (F70) – tył

BMW serii 1 IV zostało zaprezentowane w 2024 roku. Samochód zyskał kod fabryczny F70. 
De facto nie jest to nowy model, lecz jedynie gruntowny lifting poprzednika. Pojazd został zbudowany na bazie platformy UKL2 z napędem na przednie koła, na której zbudowano model BMW serii 2 Active Tourer II. Nowy model zyskał unowocześnione wnętrze oraz zupełnie odmienioną ofertę napędów. Po raz pierwszy czwarta generacja jest oferowana wyłącznie w automacie. W porównaniu do poprzednika długość zwiększono o 42 mm, szerokość o 1 mm, a wysokość o 25 mm. Natomiast rozstaw osi pozostał bez zmian. 